# Старина (Бокситогорський район)
Старина (рос. Старина) — присілок Бокситогорського району Ленінградської області Росії. Входить до складу Великодвірського сільського поселення. Населення — 5 осіб (2012 рік).